# La Yesa
La Yesa es una Villa independiente de la Comunidad Valenciana, España. Pertenece a la provincia de Valencia, en la comarca de Los Serranos. Cuenta con una población de 235 habitantes (INE 2024). Se trata de un municipio castellanohablante, en el que el castellano cuenta con el predominio lingüístico reconocido legalmente.

## Geografía
Se tiene acceso, desde Valencia, a través de la carretera provincial CV-35 para enlazar con la CV-345.

### Barrios y pedanías
En el territorio de La Yesa se encuentra también el núcleo de población de La Cuevarruz. Curiosamente, este núcleo de población está dividido por el límite del territorio de La Yesa y el término municipal de Alpuente, perteneciendo a la primera el sector situado al este. La tradición popular atribuye el origen de esta partición a una hábil actuación del representante de La Yesa en las negociaciones para el deslinde del territorio yesano y el término municipal de Alpuente, tras el reconocimiento como Real pueblo independiente, a finales del xvi.

### Localidades limítrofes
El territorio de La Yesa limita con las siguientes localidades:
Alpuente, Andilla y Chelva todas ellas de la provincia de Valencia. Asimismo, limita con los municipios de Arcos de las Salinas, Torrijas y Abejuela, de la provincia de Teruel.

## Historia
Los restos arqueológicos encontrados en La Yesa, atestiguan poblamientos iberos consolidados durante la dominación romana.
La Yesa fue codiciada también por el Cid Campeador, que se apoderó de estas tierras a finales del siglo XI, tal y como relata el "Cantar del Mío Cid".
En el período musulmán formó parte del Reino de Taifas de los Banu Qasim (siglo IX), siendo conquistada por Jaime I en 1236 y entregada al caballero Juan de Auñón en 1238. En 1583 el rey Felipe II le concedió la categoría de Universidad y tres años más tarde fue declarada villa independiente.
El escudo heráldico es un resumen histórico del pasado de La Yesa: "sobre un sólido fundamento se levanta un Pilón de la Picota u Horca en recuerdo de los privilegios concedidos por Jaime I. Termina en la Cruz Redentora para indicar que la Caridad debe ir unida a la Justicia. Esta Cruz sostiene el Escudo del Reino de Valencia para indicar que nuestro pueblo es el último lindante con Castilla. En sus lados se ven dos castillos con sus almenas, en recuerdo de la historia celtíbera y romana de La Yesa. Asoman después dos frondosos árboles en recuerdo de las extensas dehesas y praderas de nuestro término, el más fértil y de aguas más abundantes de todas las villas más cercanas".

## Clima
El clima es de tipo continental seco, lo que provoca veranos calurosos e inviernos muy fríos (rebasando en ocasiones el límite de los 0 °C) en los que es frecuente la aparición de nieve.

## Demografía
La Yesa cuenta con una población de 235 habitantes (INE 2024).
| Gráfica de evolución demográfica de La Yesa entre 1842 y 2021                                                       |
| |
| Población de derecho según los censos de población del INE Población de hecho según los censos de población del INE |

## Economía

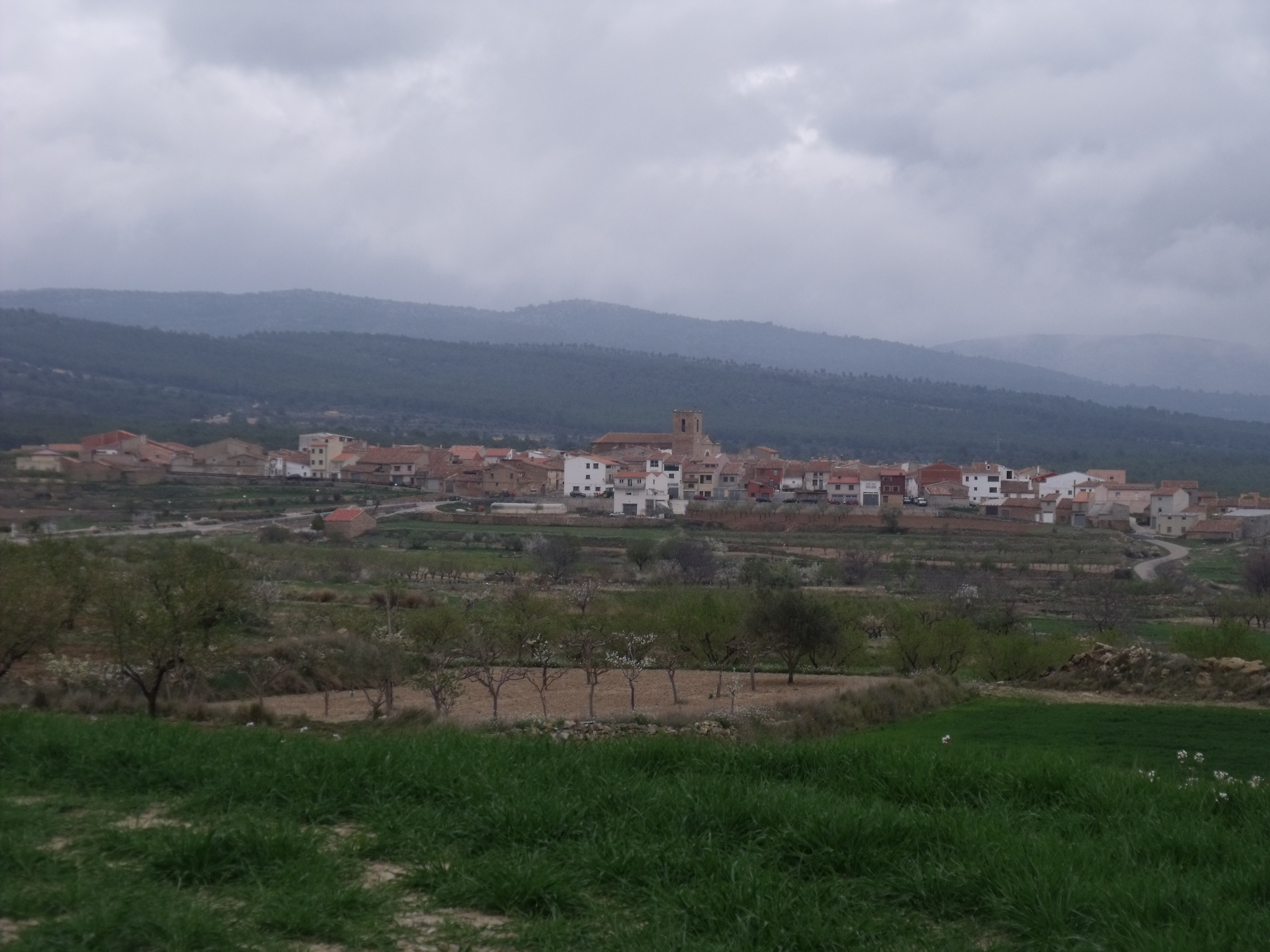
Cultivos de secano

La economía del pueblo gira en torno a la agricultura y ganadería, al cada vez más consolidado sector de Turismo en su modalidad rural, así como la extracción de caolín y la construcción, y cabe destacar también la importancia de los servicios, si observamos que para la escasez de población durante el año, se disponen de varios comercios y bares. El sector servicios se ve favorecido en gran parte gracias al aumento poblacional de los fines de semana y vacaciones.

#### Industria
La actividad industrial de La Yesa queda reducida a una incipiente actividad cervecera y una actividad minera de arcilla y caolín.
La Yesa, al igual que Higueruelas y Villar del Arzobispo son centros exportadores de áridos para las industrias de la construcción. De estas tierras salen cientos de metros cúbicos diariamente.
La planta principal de la comarca llegó a suministrar 50 000 t/año de caolín cerámico (35 000 t/año), para cargas y para cemento en su planta de Higueruelas con una cantera en Villar del Arzobispo y otra en La Yesa (Valencia).

#### Turismo
El turismo se ha ido consolidando en la comarca de La Serranía como una alternativa económica social. La oferta de la que dispone la comarca cada vez es más amplia y con un objetivo claro: la calidad.
La población, en su mayoría mayor, no es muy elevada entre semana pero crece de forma exponencial los fines de semana y las vacaciones.

## Administración y política
| Periodo   | Nombre                | Partido |
| --------- | --------------------- | ------- |
| 1979-1983 | Blas Zuriaga Adrián   | UCD     |
| 1999-2003 | Alfredo Zaragozà      | PP      |
| 2003-2007 | Alfredo Zaragozà      | PP      |
| 2007-2011 | Miguel Ángel Sanahuja | PP      |
| 2011-2015 | Miguel Ángel Sanahuja | PP      |
| 2015-2019 | Miguel Ángel Sanahuja | PP      |
| 2019-2023 | Miguel Ángel Sanahuja | PP      |

## Patrimonio
- Ermita de San Juan
- Ermita de San Roque
- Ermita de San Sebastián (en mal estado)
- Ermita de N.ª S.ª de Belén (en ruinas)
- Iglesia de N.ª S.ª de los Ángeles. Perteneciente al siglo XVII, con torre cuadrangular orientada según los puntos cardinales. Se terminó de construir en 1622 según el modelo renacentista, fue incendiada en 1840 a raíz de las guerras carlistas. Su reconstrucción duró hasta 1852. A la izquierda de la fachada, encastrada, se sitúa la robusta torre campanario de mampostería con esquinas de sillar; de dos cuerpos separados por baquetón. En el primero, una saetera y reloj; en el segundo, hueco de medio punto para las campanas. Remata en terraza con balaustrada con bolinches.
- Árbol Monumental El Pino Sombrero
- Árbol Monumental La Carrasca Tumbada
- Monumento a los Carlistas. Formado por una cruz compuesta por las piezas de una ametralladora sobre una piedra octogonal, al lado de la ermita de San Roque; actualmente expoliado.
- Pilar con el escudo del Rey Jaime I en antiguo lavadero
- Fuente del Carmen
- Tejería (restaurada)
- Cerería (restaurada)
- Las Cuatro Cruces. Indican al transeúnte la cristiandad de La Yesa (los caminos que llegan a La Yesa están orientados según los cuatro puntos cardinales)
- Retablo de San Juan Bautista
- Cuadro de Cristo Resucitado de Rudolf Eichstaedt

## Paisajes
- El Carrascal. Monte próximo municipio con gran valor natural por su riqueza en carrascas. Además de los frondosos pinares existentes en el término, en La Yesa abundan también las Carrascas, muchas de ellas milenarias.
- El Castellar. Monte cercano donde se han encontrado restos de la Edad de Bronce y del posterior asentamiento de la cultura ibérica.
- La Carrasca del Tío César. Carrasca próxima a la ermita de San Roque y que presenta como característica parte de su tronco hueco.
- La Carrasca Tumbada. Carrasca dentro del término de La Yesa, su característica radica en su tronco tumbado.
- La Ceja. La sierra de La Yesa, desde donde se puede disfrutar del aire más puro, así como de las vistas que desde allí se divisan, e incluso en algunos de sus puntos es posible ver el mar en el horizonte.

## Fiestas locales
- San Antonio Abad. Se celebra el 17 de enero con hogueras.
- San Vicente Ferrer. Se celebra el lunes siguiente al lunes de Pascua.
- La Santísima Virgen del Carmen. Patrona del municipio. Se congregan todos los yesanos para adorar a su patrona. Se celebra el día 16 de julio
- Fiestas Patronales. Se celebran a finales de agosto en honor de Ntra. Sra. de los Ángeles, de la Virgen del Carmen, del Santísimo Sacramento y de las Almas de los Yesanos. Cada tres años se celebran de forma extraordinaria, erigiéndose arcos conmemorativos compuestos por troncos de madera forrados de barda y adornados con motivos originales.

## Gastronomía
El plato más destacado de la gastronomía de La Yesa, es el arroz con alubias y nabos, estos del terreno. Lo conocemos como "Olla de pueblo" y su elaboración se realiza en olla de barro y a fuego lento en la chimenea de leña.
Otros productos también tradicionales en su gastronomía son los embutidos de la jarra, puestos en aceite tras su elaboración en la matanza, los embutidos caseros elaborados en las carnicerías del pueblo.
También son típicas las "turradas" de carne de cordero y cerdo (longanizas, morcillas, güeñas, chorizos, panceta, etc.) y las "llandas" de cordero y patatas al horno, entre otros.
Por último, es de destacar el pan de pueblo, los coquitos, los rollitos de anís, las tortas de azúcar con nueces y pasas, y otros muchos manjares elaborados artesanalmente en el horno de leña del pueblo.
Como otros platos típicos de temporada, en Pascua y San Vicente destaca la mona de Pascua.